# Blue Beetle
Blue Beetle és una pel·lícula de superherois estatunidenca de 2023 basada en el personatge de DC Comics Jaime Reyes/Blue Beetle. Produïda per DC Studios i Safran Company, i distribuïda per Warner Bros. Pictures, és la 14a pel·lícula de l'Univers estès de DC Comics. Dirigida per Ángel Manuel Soto i escrita per Gareth Dunnet-Alcocer, és protagonitzada per Xolo Maridueña com Reyes, un recent graduat universitari que rep una armadura que li atorga superpoders després de ser escollit accidentalment per una antiga relíquia alienígena coneguda com l'Scarab. Adriana Barraza, Damián Alcázar, Raoul Max Trujillo, Susan Sarandon i George Lopez també protagonitzen la pel·lícula. Ha estat subtitulada al català.

## Repartiment
- Xolo Maridueña com a Jaime Reyes/Blue Beetle: Un adolescent nord-americà de Palmera City que és injectat a l'escarabat alienígena Blue Beetle que li dona un exotratge superpoderós.[4][5]
- Bruna Marquezine com a Jenny Kord: la filla de Ted Kord, i l'interès amorós d'en Jaime.[6]
- Damián Alcázar com a Alberto Reyes: el pare d'en Jaime
- Elpidia Carrillo com a Rocío Reyes: la mare d'en Jaime
- Adriana Barraza com a Nana: l'àvia d'en Jaime
- Belissa Escobedo com a Miracle Reis: la germana menor d'en Jaime
- George Lopez com a Rudy: l'oncle d'en Jaime[7]